# ФК Њујорк ред булси
 ФК Њујорк ред булси (енгл. New York Red Bulls) је професионални амерички фудбалски клуб који се такмичи у Главној фудбалској лиги. Седиште клуба је у Харисону у држави Њу Џерзи. Један је од десет клубова који се такмичи у МЛС од њеног оснивања.
Клуб је неколико пута мењао име. У сезони 1997. звао се Њујорк/Њу џерзи метростарс. Од 1998. до 2005. носио је скраћени назив Метростарс, а 9. марта 2006. мења име у Ред бул, како се и данас зове.
Једини је клуб који од оснивања није освојио значајнији трофеј. Најбољи резултат Ред булса било је финале Купа МЛС 2008. У Отвореном купу САД три пута су стигли до полуфинала (1997, 1998, 2000) и једном до финала (2003). када су изгубили од Чикаго фајера са 1:0.
Ред булсе је од 1998.до 1999. тренирао Бора Милутиновић.

## Познати играчи
- Тим Кахил
- Тим Хауард
- Клаудио Рејна
- Саша Ћурчић
- Роберто Донадони
- Лотар Матеус
- Јури Џоркаеф
- Тијери Анри
- Хуан Пабло Анхел
- Рафаел Маркез
- Шон Рајт-Филипс